# 木金乡
木金乡，中华人民共和国湖南省岳阳市平江县下属的一个镇，位于平江县东部。长虹公路经过辖区。

## 建制沿革
- 1995年，原金龙区的木瓜、金坪二乡合并组建木金乡。

## 行政区划
木金乡下辖23个行政村：
- 保全村、保联村、公安村、苏垅村、青芬村、上湖村、后岩村、金坪村、清水村、中和村、上中村、礼仁村、大桥村、平坳村、木瓜村、和平村、南塘村、大兴村、楼下村、亲和村、下江村、枫香村、花邓村